# Chattooga County
Chattooga County är ett administrativt område i delstaten Georgia, USA, med 26 015 invånare. Den administrativa huvudorten (county seat) är Summerville.

## Geografi
Enligt United States Census Bureau har countyt en total area på 812 km². 812 km² av den arean är land och 0 km² är vatten.

### Angränsande countyn
- Walker County, Georgia - nord
- Floyd County, Georgia - öster och syd
- Cherokee County, Alabama - väst
- DeKalb County, Alabama - väst

### Städer och samhällen
- Lyerly
- Menlo
- Summerville (huvudort)
- Trion